# دانشگاه فنی یانگون
 دانشگاه فناوری یانگون (YTU) ([jàɰ̃ɡòʊɰ̃ nípjɪ̀ɰ̃ɲà tɛʔkəθò]) واقع در شهرستان اینسین، یانگون، میانمار. این دانشگاه برتر مهندسی میانمار است. دانشگاه فناوری یانگون که در سال ۱۹۲۴ به عنوان دپارتمان مهندسی زیر نظر دانشگاه رانگون تأسیس شد، و با نام سابق مؤسسه فناوری رانگون (RIT) شناخته می‌شود، قدیمی‌ترین و بزرگ‌ترین دانشگاه مهندسی کشور و بهترین دانشگاه مهندسی در میانمار است. این دانشگاه برنامه‌های کارشناسی، کارشناسی ارشد و دکترا را در رشته‌های مهندسی به نزدیک به ۸۰۰۰ دانشجو ارائه می‌دهد.
دانشگاه فناوری یانگون همچنین عضو شبکه توسعه آموزش مهندسی جنوب شرقی آسیا (AUN/SEED-Net) و شبکه آکادمیک و تحقیقاتی زیرمنطقه مکونگ بزرگ (GMSARN) است.